# Piotta (rapper)
Piotta, pseudonimo di Tommaso Zanello (Roma, 26 aprile 1973), è un rapper e produttore discografico italiano.

## Biografia

### Esordi
Nato a Roma da padre friulano di Teor e da madre milanese, è cresciuto nella Capitale in zona Conca d'Oro. Aveva un fratello, lo scrittore e sceneggiatore Fabio Zanello (1963-2022). Compie gli studi classici al liceo Giulio Cesare; dopo le esperienze da DJ all'interno di alcune radio romane, inizia a scrivere testi rap. 
Successivamente collabora con i Colle der Fomento e Ice One, costituendo la Taverna VIII Colle, con cui inizia a produrre i primi brani inediti. È in questo periodo che gli venne affibbiato da Masito dei Colle der Fomento l'alias Piotta per i suoi occhiali da vista tondi come le allora monete da cento lire, dette per l'appunto piotte in dialetto romanesco. Partecipa a tutti i concerti e ai primi album del collettivo, pubblicando brani come Funkadelico, Ciao ciao o L'attacco dei funkcadelici quattro. A questa formazione seguirà quella del Rome Zoo e poi di Robba Coatta con Turi e DJ Squarta dei Cor Veleno.
Nel 1997 esce il mixtape La banda der trucido, cui fa seguito la registrazione dei brani solisti Ciclico, per la colonna sonora del film Torino Boys girato dai Manetti Bros., e Spingo io.
Nel 1998 riceve il titolo di miglior MC italiano dalla rivista AL Magazine e pubblica il suo primo album Comunque vada sarà un successo, promosso dai singoli Dimmi qual è il nome e Supercafone. L'album viene ristampato nel 1999 con l'aggiunta di alcuni brani e di remix, mentre il singolo Supercafone scala la classifica e Piotta vince il disco di platino. In seguito alla morte di MC Giaime (amico di lunga data del rapper), Piotta continua a dedicarsi all'hip hop di carattere underground, realizzando Incompatibile, evento annuale in collaborazione con la madre dell'MC defunto.

### Anni 2000

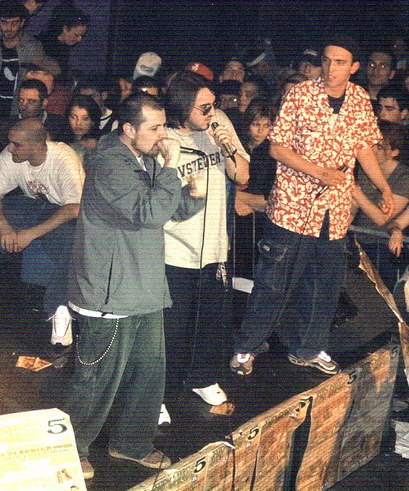
Piotta (al centro) con i Cor Veleno nel 2000

Piotta torna in sala e nel 2000 pubblica Democrazia del microfono, dal quale viene estratto il singolo La mossa del giaguaro realizzato con la vincitrice del 50º Festival di Sanremo Jenny B, seguito dal singolo estivo Tequila (il mambo del giubileo) che viene utilizzata come sigla di Stracult, programma della Rai sul cinema italiano, che lo ha visto anche in veste di conduttore.
Successivamente scrive, musica e partecipa al film Il segreto del giaguaro, per la regia di Antonello Fassari e con la partecipazione di Lando Buzzanca, Dario Ballantini, i Flaminio Maphia e Kurtis Blow, ricevendo il Premio A.F.I. (Associazione Fonografici Italiani) Rivelazione dell'anno, il Premio Titano Artista dell'anno, e la candidatura al Premio italiano della musica.
Nel 2001 pubblica Eurocontanti (brano sull'euro) e conduce l'omonimo show radiofonico su Rai Radio 2. Nel 2002 pubblica La Grande Onda, terzo album, ed il singolo omonimo entra nella top 20. La canzone viene poi, nel 2008, utilizzata dagli studenti di tutta Italia come inno della protesta studentesca contro la riforma Gelmini del governo Berlusconi.
Nel 2004, con Ladro di te, partecipa al Festival di Sanremo. Sul palco del Teatro Ariston propone la rilettura in chiave hip hop di Chi non lavora non fa l'amore di Adriano Celentano ricevendone i complimenti. Dopo la partecipazione al Concerto del Primo Maggio, pubblica l'album Tommaso, un progetto di impronta autobiografica ed introspettiva a seguito della prematura scomparsa della madre. Nello stesso anno si esibisce a Tokyo per una tournée promozionale, che lo vede alla testa dell'Urban Festival (lo stesso anno Supercafone è sigla del campionato di calcio in Giappone). Riceve il premio Miglior album hip hop da parte del Meeting delle etichette indipendenti.
Nel 2005 fonda l'etichetta discografica indipendente La Grande Onda, impegnata nella ricerca e nel lancio di nuove realtà hip hop emergenti. L'anno seguente vince il Premio Roma Videoclip con il video di Non fermateci, da lui girato in collaborazione con il fotografo Alfredo Villa. Nello stesso anno pubblica il suo primo libro Pioggia che cade, vita che scorre (Arcana), ovvero Tommaso Piotta Zanello racconta Lorenzo Jovanotti Cherubini che supera le 20 000 copie raggiungendo la Top 50, segue Troppo Avanti - Come sopravvivere al mondo dello spettacolo (Castelvecchi).
L'attività di produttore discografico si integra con il percorso artistico di Piotta, che parallelamente nel 2007 pubblica il suo quinto lavoro Multi culti, a cui collaborano svariati artisti internazionali. Piotta si esibisce di nuovo al Concerto del Primo Maggio e a Sarajevo, all'interno dell'evento Rock No War. Il primo singolo è Troppo avanti, realizzato con Caparezza, il cui video vede la partecipazione del Trio Medusa. Nello stesso anno collabora con il cantautore romano Simone Cristicchi nel documentario Dall'altra parte del cancello.
Nel 2008 è il primo italiano invitato ad esibirsi al Warped Tour, unico tour itinerante ad attraversare gli Stati Uniti da costa a costa. Si esibisce in una ventina di città statunitensi tra cui Los Angeles, San Francisco, Phoenix, Dallas, New Orleans, Atlanta e Miami. Nello stesso anno comincia a condurre due programmi radiofonici, Liquid Charts, primo programma italiano dedicato alle classifiche digitali, e Troppo avanti, sulle frequenze di Radio Città Futura. Sempre nel 2008 collabora con Leo Pari realizzando la sigla del V-Day di Beppe Grillo.
Il sesto album S(u)ono diverso è del novembre 2009 anticipato dall'omonimo singolo. Apre un nuovo percorso musicale che mescola rap e rock. Si tratta di un progetto figlio del Warped Tour, con collaborazioni che vanno dagli Ska-P a Roy Paci, da Assalti Frontali ai Rezophonic. Viene acclamato dalla critica per i testi fortemente impegnati. Il brano Scappa contenuto nel suddetto album è candidato al Premio Amnesty International. Nello stesso anno conduce settimanalmente il programma Database su Rock TV.

### Anni 2010
Del 2011 è il brano Mai mai mai ad anticipare l'album Odio gli indifferenti. Il video, finalista al premio PIVI, è anche manifesto della campagna di Greenpeace e dei comitati referendari contro il nucleare e la privatizzazione dell'acqua in Italia. A febbraio 2012 viene pubblicata su YouTube un'altra anteprima dell'album in uscita Odio gli indifferenti, a seguito di una polemica con la webzine italiana Rockit: si tratta della title track che vede il featuring di Pierpaolo Capovilla de Il Teatro degli Orrori. Il 10 aprile 2012 esce finalmente l'album, che sale sul podio della classifica rap di iTunes. Il singolo estratto è Piotta è morto che si attesta ai vertici della classifica I.M.L. per 2 mesi portando il video in cima alla classifica hip hop/r'n'b di MTV. Nel disco ci sono anche Bunna dagli Africa Unite, il compianto Francesco Di Giacomo dal Banco del Mutuo Soccorso, e nuove realtà come i Bud Spencer Blues Explosion e Rancore. È nuovamente candidato al Premio Amnesty International con Metto in discussione, altra traccia contenuta nel suddetto album.
Il 3 luglio 2012 esce il progetto I.P.E.R. (Indipendenti Per Emilia Romagna e Lombardia) con il brano Ancora in piedi, con il supporto di ARCI ed Audiocoop. Coordinati da Piotta, promotore dell'idea e co-produttore del brano, aderiscono più di 20 storici artisti della scena indipendente, tra cui: 99 Posse, Roberto Angelini, Pierpaolo Capovilla (Il Teatro degli Orrori), Enrico Capuano, Cisco, Combass (Apres La Classe), Dellera (Afterhours), Dj Aladyn, Andrea Ferro & Marco “Maki” Coti Zelati (Lacuna Coil), Erica Mou, Federico Poggipollini, Quintorigo, Sud Sound System, Velvet. Visto l'interesse suscitato il progetto Ancora in piedi prosegue con una serie di eventi live sul territorio colpito dal sisma e si aggiudica il premio PIVI per l'impegno sociale in occasione del Medimex.
Il 16 aprile 2013 esce il suo primo album dal vivo ...senza Er con 21 tracce tra classici e brani recenti, incisi con tutta la sua band ai concerti di Caracalla, del Teatro Valle Occupato e del Festival Roma Incontra il Mondo a Villa Ada. Contiene la hit Sei meglio te, il cui video raccoglie grande attenzione da pubblico e media e vede il coinvolgimento di molte web-star di YouTube.
Nel 2014 porta in tournée lo spettacolo teatrale Freedom - Educare alla libertà, con l'ex giudice di Mani Pulite Gherardo Colombo. Nello stesso anno collabora con il gruppo bolognese Lo Stato Sociale, in occasione dell'uscita del loro secondo album di inediti L'Italia peggiore. Piotta compare nel singolo Questo è un grande paese, hit che supera il milione di visualizzazioni.
Nel 2015 proseguono le collaborazioni, dai Kutso, nell'album del loro esordio al Festival di Sanremo, a Il Muro del Canto, con cui realizza 7 vizi capitale, il primo estratto dall'album Nemici, ottavo della sua carriera. È proprio in seguito al successo e alla diffusione del singolo che il Comune di Milano, insieme ad ARCI Ponti di Memoria, conferisce a Piotta il Premio Cultura contro le Mafie; il brano è stato inoltre utilizzato come sigla finale della serie internazionale Suburra prodotta da Netflix. Nemici ha visto la partecipazione di ospiti internazionali, quali Afrika Bambaataa e Captain Sensible con cui realizza il sequel della hit anni 80 Wot!, ed anche di Brusco e i Modena City Ramblers. Oltre ai due brani citati da ricordare anche il precedente singolo BBW, il cui video è stato girato alla Million Marijuana March di Roma, sul carro del Rototom Sunsplash.
Il 2016 lo vede di nuovo in scena nella parte di Pinocchio adulto nell'opera lirica scritta da Andrea Camilleri e Ugo Gregoretti Pinocchio (mal) visto dal Gatto e la Volpe. Poi per la quarta volta esibirsi al Concerto del Primo Maggio di Roma insieme ai Rezophonic, ed infine in un lungo tour estivo che prende il nome dall'omonimo brano realizzato in compagnia dell'artista spagnolo Tonino Carotone Whisky, tabacco & Venere.
Nel 2017 ha realizzato 7 vizi capitale, sigla di Suburra, prima serie tv italiana prodotta da Netflix, e poi nel 2022 l'intera colonna sonora originale dell'ultima stagione della medesima serie, tratta dal romanzo di Carlo Bonini e Giancarlo De Cataldo. Nel 2018 è stato pubblicato il nono album Interno 7, uscito attraverso La Grande Onda e prodotto nuovamente da Piotta insieme ad Emiliano Rubbi. Nel 2024 esce l'album 'Na Notte Infame e il romanzo Corso Trieste, pubblicato da La Nade di Teseo, entrambi dedicati al fratello e scrittore Fabio Zanello, prematuramente scomparso. A settembre 2024 riceve ad Aulla il "Premio Lunezia Canzone d'Autore" per il valore musical-letterario dell'Album "'Na notte infame", la tradizionale mezzaluna in marmo bianco gli viene consegnata dalla famiglia di Luigi Tenco. Nel 2024 ha prodotto con Francesco Santalucia, come il precedente album, Me ne andavo quella Roma, per il centenario del poeta e performer Remo Remotti, con la presenza di Carlo Verdone, Carl Brave, Mannarino, Valerio Mastandrea, Ditonellapiaga, Daniele Silvestri, Luca Barbarossa, Emanuela Fanelli, e la copertina disegnata da Zerocalcare. Nel 2025 ha realizzato la colonna sonora originale del film La Scuola Romana, documentario che vede protagonista Carlo Verdone, andato in onda in prima serata su Rai 2 nel maggio del 2025.

## Discografia

### Album in studio

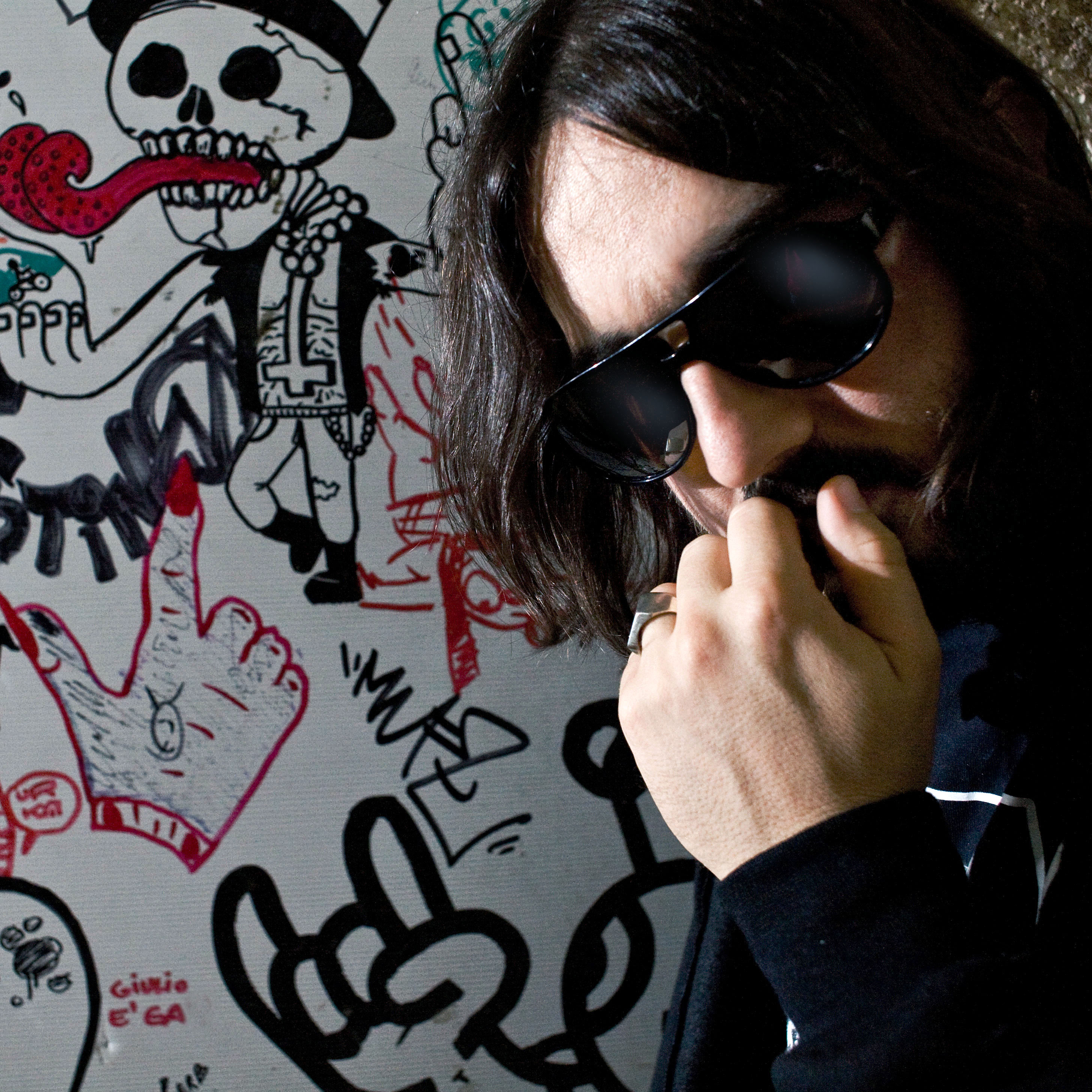
Piotta nel 2009

- 1998 – Comunque vada sarà un successo
- 2000 – Democrazia del microfono
- 2002 – La grande onda
- 2004 – Tommaso
- 2007 – Multi culti
- 2009 – S(u)ono diverso
- 2012 – Odio gli indifferenti
- 2015 – Nemici
- 2018 – Interno 7
- 2020 - Suburra - The last season (Colonna sonora)
- 2024 – ‘Na notte infame
- 2025 - La scuola romana (Colonna sonora) (Streaming)

### Album dal vivo
- 2013 – ...senza Er

### EP
- 2017 – 8½

### Singoli
- 1998 – Spingo io/Ciclico remix '98
- 1999 – La valigia/Incompatibile
- 1999 – Supercafone
- 2000 – La mossa del giaguaro
- 2000 – Tequila (il mambo del giubileo)/Cosa è successo?
- 2001 – Eurocontanti (Eurocontenti)
- 2002 – La grande onda
- 2004 – Ladro di te
- 2005 – Non ti lascia
- 2006 – Non fermateci
- 2007 – Troppo avanti
- 2009 – S(u)ono diverso
- 2010 – A testa alta
- 2010 – Ti amo, ti odio
- 2011 – Mai mai mai
- 2012 – Piotta è morto
- 2013 – Sei meglio te
- 2014 – BBW
- 2015 – 7 vizi capitale
- 2015 – Wot! (Capitano mio capitano)
- 2015 – Kitty
- 2016 – Vino, tabacco & Venere
- 2017 – Applausi al comandante
- 2020 – Vengo dal Colosseo
- 2020 - La giostra
- 2021 - E' ora di andare
- 2023 - Tutti a...
- 2024 - Lode a Dio
- 2024 - Professore
- 2024 - Vedrai, vedrai
- 2024 - Me ne andavo da quella Roma

### Collaborazioni
- 1995 – Con Ice One: Funkadelico
- 1996 – Con Colle der Fomento e Kaos: Ciao ciao
- 1996 – Con Colle der Fomento e Ice One: L'attacco dei funkadelici 4
- 1997 – Con Colle der Fomento e Ice One: L'attacco dei funkadelici 4 RMX
- 1997 – Con Rome Zoo: La banda der trucido (album)
- 1998 – Con Esa, Flaminio Maphia: Regolare
- 1998 – Con Turi: La valigia
- 1998 – Con Turi: Sotto, sotto
- 1998 – Con Fritz da Cat: Antiparucca in Fritz da Cat
- 1999 – Con Fritz da Cat: Garanti del talento in Novecinquanta
- 2000 – Con Cor Veleno: Rime e numeri
- 2001 – Con Flaminio Maphia, Brusco e Duke Montana: Combattimento mortale
- 2002 – Con Cor Veleno: I giorni di Babilonia
- 2002 – Con Cor Veleno: 42 gradi
- 2004 – Con Afura: Antipopstar
- 2005 – Con Doudou Masta: L'incontro/La rencontre
- 2007 – Con Sano Business: Che cazzo vuoi?!
- 2007 – Con Bassi Maestro e Turi: Giovani d'oggi
- 2007 – Con Caparezza: Troppo avanti
- 2007 – Con Enrico Capuano: Fuori dalla stanza
- 2008 – Con Leo Pari e Radici nel cemento: V-Day 2.0
- 2009 – Con Assalti Frontali: 22-05-08
- 2009 – Con Joxemi from Ska P: A testa alta
- 2009 - Con Lucariello: Scappa
- 2009 – Con Roy Paci: Stiamo tutti bene
- 2010 – Con 99 Posse, Punkreas, A. Bono, L. Pari in Artisti contro il nucleare: No al nucleare
- 2010 – Con Le Braghe Corte: Bullshit
- 2010 – Con Bonnot da Assalti Frontali e Punkreas: All'ombra dell'ultimo sole
- 2011 – Con Useless Wooden Toys: La fine del mondo
- 2011 – Con Rezophonic: Alti e bassi
- 2012 – Con F. Di Giacomo dal Banco del Mutuo Soccorso: Troppo poco
- 2012 – Con Bud Spencer Blues Explosion: Troppo poco
- 2012 – Con Bunna dagli Africa Unite: Goccia dopo goccia
- 2012 – Con P. Capovilla dal Teatro degli orrori: Odio gli indifferenti
- 2012 – Con Rancore: Roma Calling
- 2012 – Con 99 Posse, Roberto Angelini, Pierpaolo Capovilla (Teatro degli orrori), Enrico Capuano, Cisco, Combass (Apres La Classe), Dellera (Afterhours), Dj Aladyn, Andrea Ferro & Marco “Maki” Coti Zelati (Lacuna Coil), Le Braghe Corte, Lemmings, Erica Mou, Federico Poggipollini, Eva Poles, Quintorigo, Sud Sound System, Velvet: Ancora in piedi
- 2014 – Con Punkreas: Il mondo
- 2014 – Con Lo Stato Sociale: Questo è un grande Paese
- 2014 – Con Rezophonic: Dalla a me
- 2015 – Con Cisco: Il tuo altare
- 2015 – Con KuTso: L'amore è...
- 2015 – Con Afrika Bambaataa: Rise up
- 2015 – Con Brusco: Anvedi
- 2015 – Con Captain Sensible: Wot! (Capitano mio capitano)
- 2015 – Con Il Muro del Canto: 7 vizi Capitale
- 2015 – Con Modena City Ramblers: Barbara
- 2016 – Con Tonino Carotone: Vino, tabacco & Venere
- 2018 - Con Dub Fx: Fa 'na buona jobba
- 2018 - Con Orchestraccia: Il primo sogno
- 2018 - Con Primo Brown: Un'estate ed è finito (2018 vrs)
- 2024 - Con Assalti Frontali - 'Na Notte Infame
- 2024 - Con Ciccio Merolla: Professore (Neapolis vrs)
- 2024 - Con Tiromancino: Serpico
- 2024 - Con Remo Remotti, Carlo Verdone, Carl Brave, Mannarino, Valerio Mastandrea, Ditonellapiaga, Daniele Silvestri, Luca Barbarossa, Emanuela Fanelli: Me ne andavo da quella Roma